# Pietà

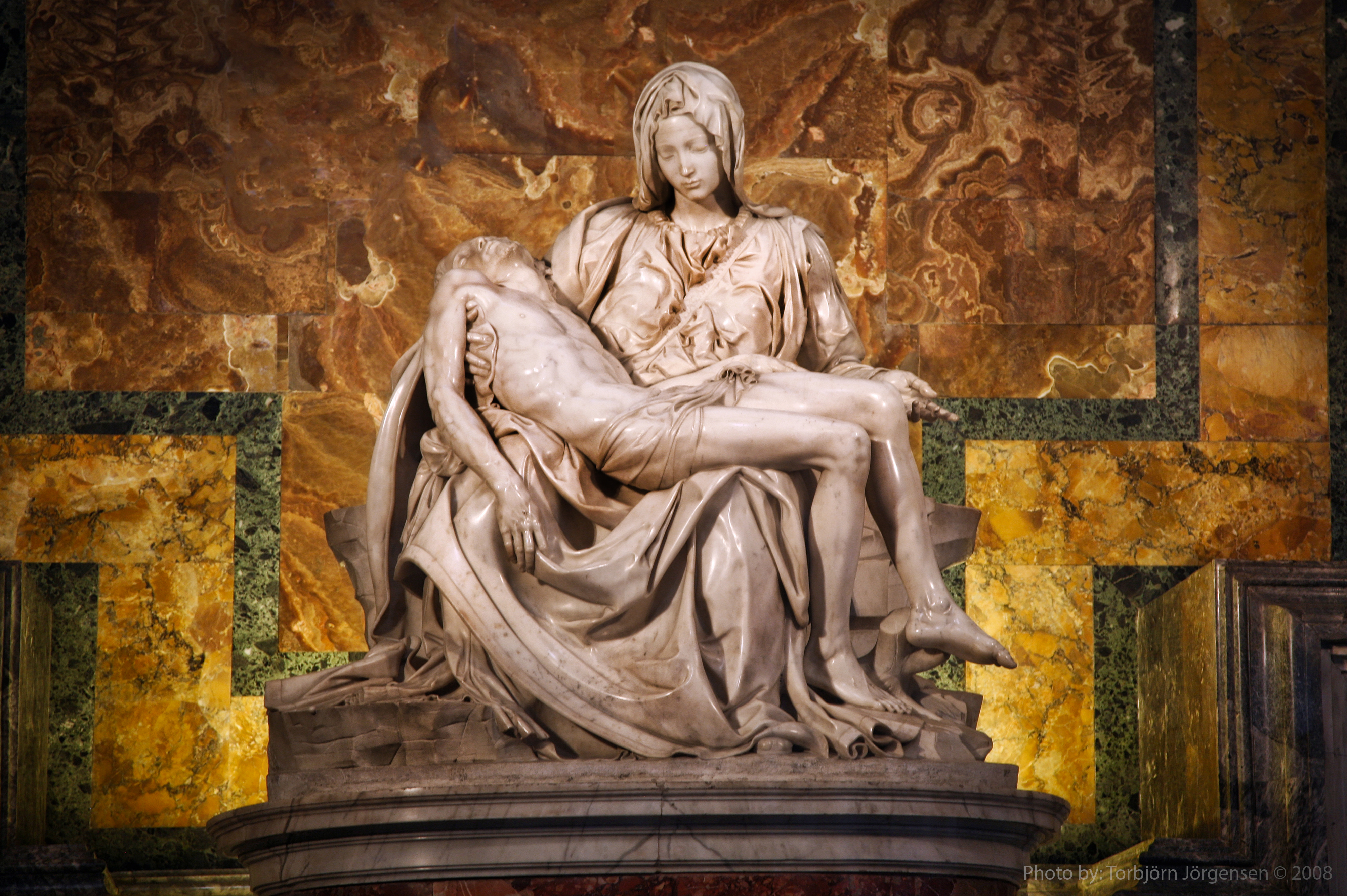
Pietà de Michelangelo (Basílica de São Pedro no Vaticano).

Uma Pietà [pjeˈta] (italiano para Piedade) é um tema da arte cristã em que é representada a Virgem Maria com o corpo morto de Jesus nos braços, após a crucificação. Associa-se assim às invocações de Nossa Senhora da Piedade e Nossa Senhora das Dores.

## História
As primeiras pietà surgiram em finais do século XIII na Alemanha, onde é chamada Vesperbild. De sua origem em terras germânicas, o tema expandiu-se para outras regiões da Europa ao longo da Idade Média, expressando-se frequentemente tanto na escultura como na pintura. Aparentemente, as imagens medievais eram destinadas à contemplação mística dos fiéis, permitindo que o devoto se sentisse presente no momento do abraço sofrido entre Maria e Jesus. Nesse sentido, a pietà era uma imagem de devoção como o crucifixo, e por isso era representada isolada de outros personagens da Paixão de Cristo. É uma variação do tema mais antigo da "Lamentação de Cristo", representações de Maria e Jesus morto acompanhados por José de Arimateia, Nicodemos, Maria Madalena e outros personagens.
A mais famosa pietà é, seguramente, a Pietà do Vaticano, esculpida em mármore por Michelangelo em 1499. Atualmente esta obra está localizada no interior da Basílica de São Pedro, em Roma.

## Exemplos

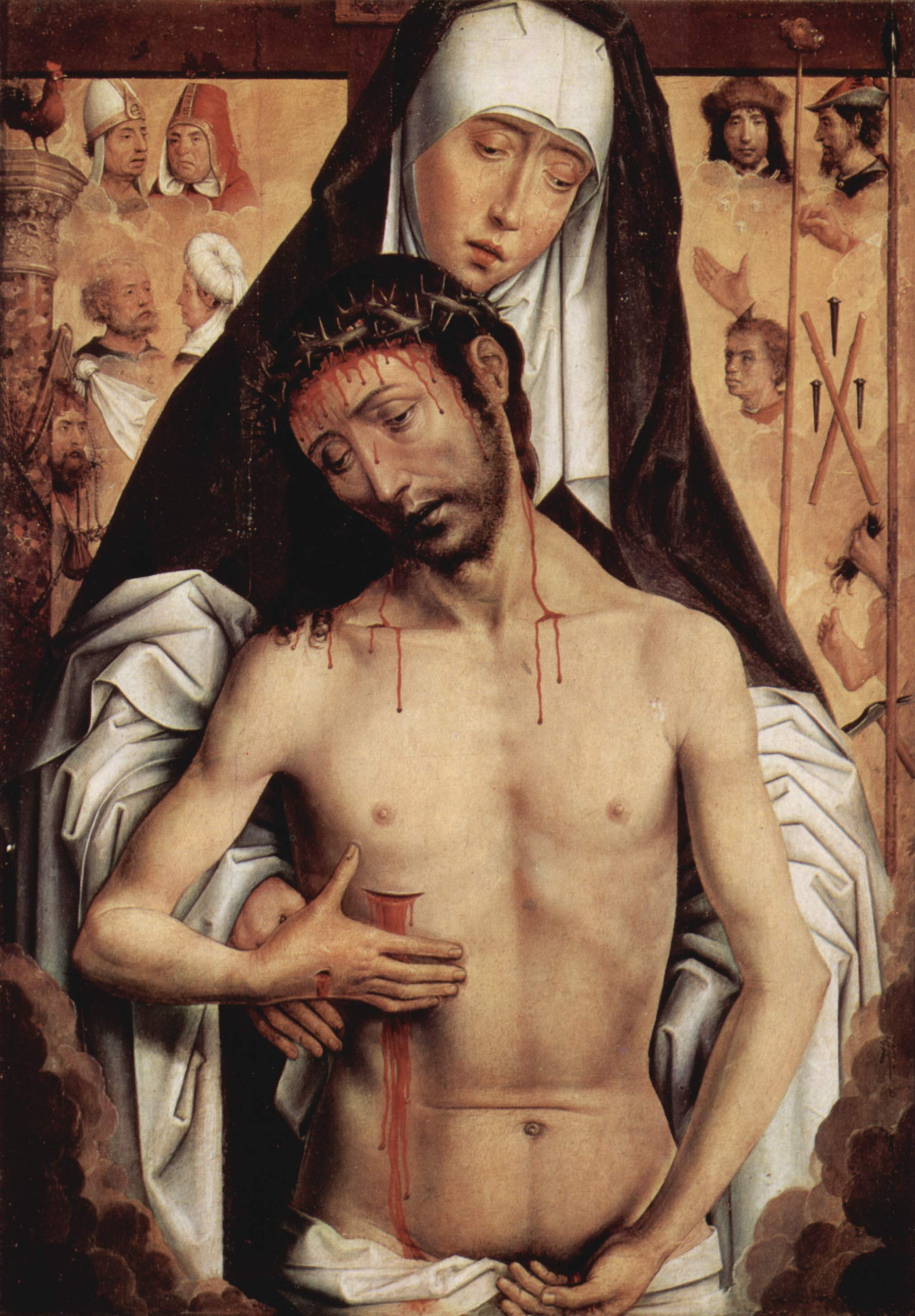
Hans Memling: Pietà na Capela Real de Granada (1475)
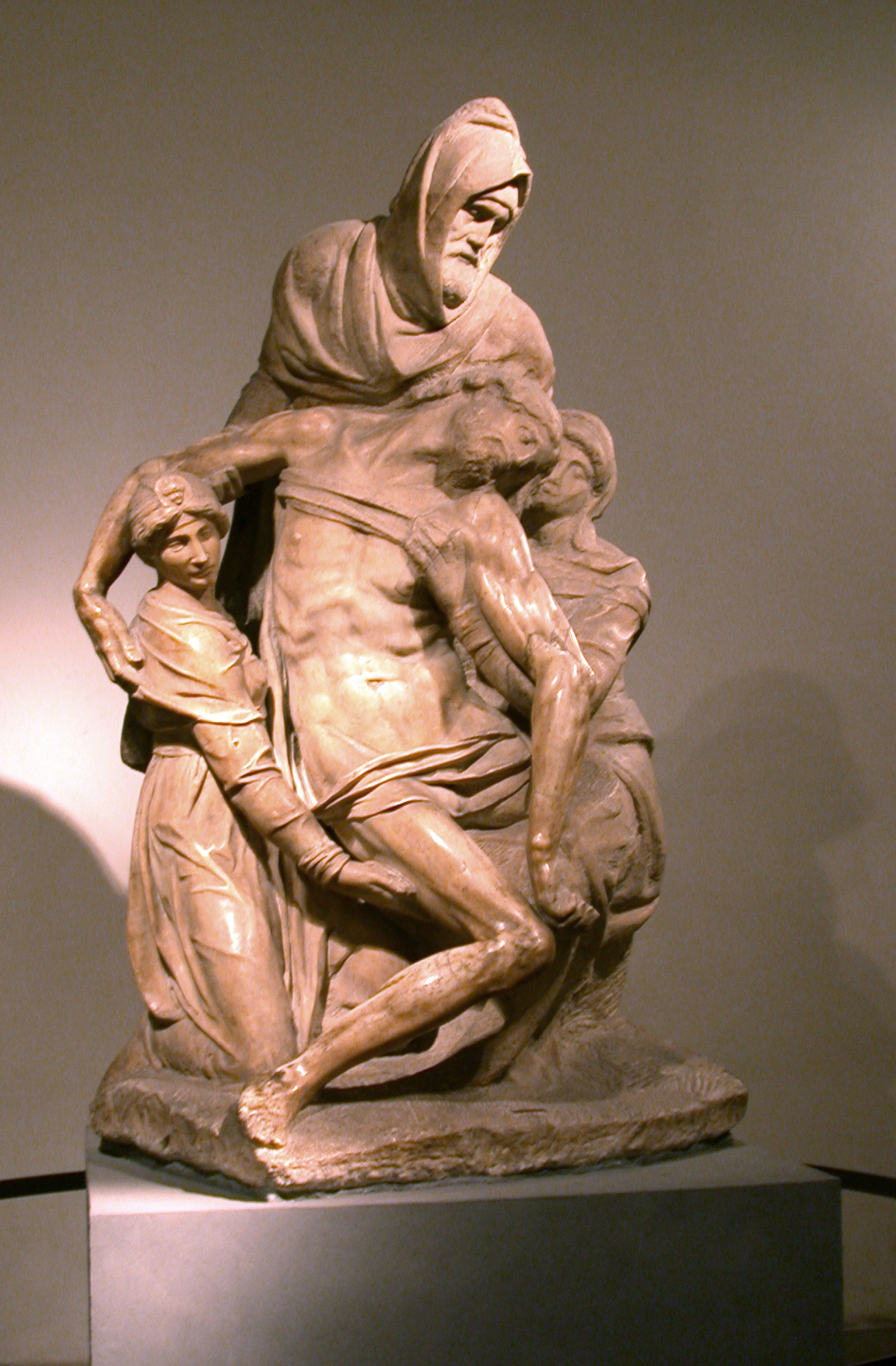
Michelangelo: Pietà Florentina (1557)
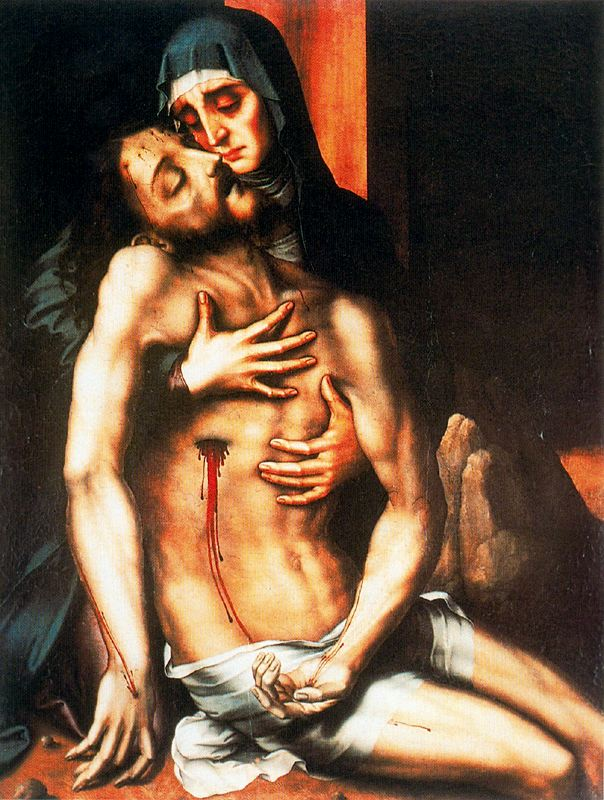
Luis de Morales: Pietà (1560)
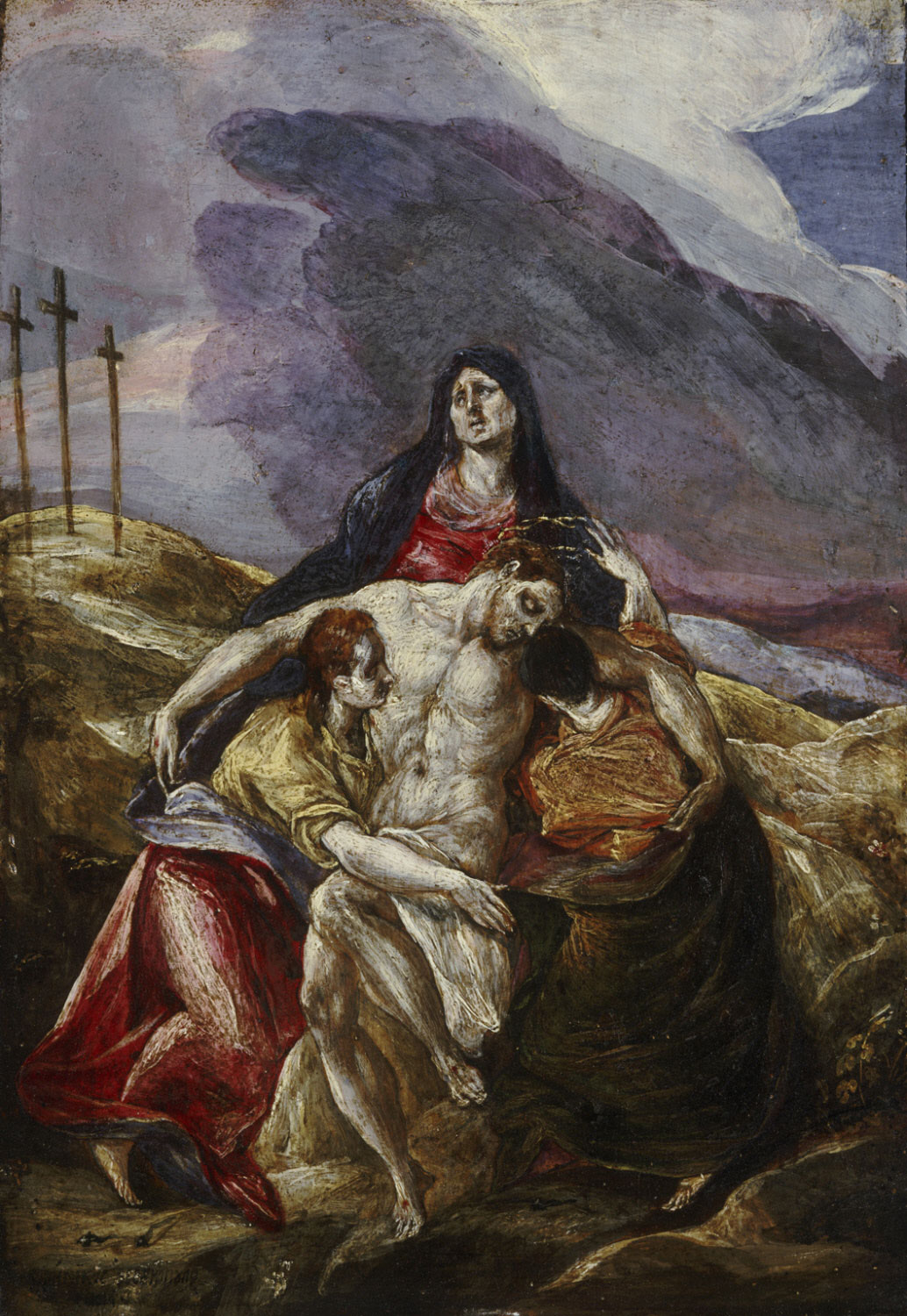
El Greco: Pietà (1571)
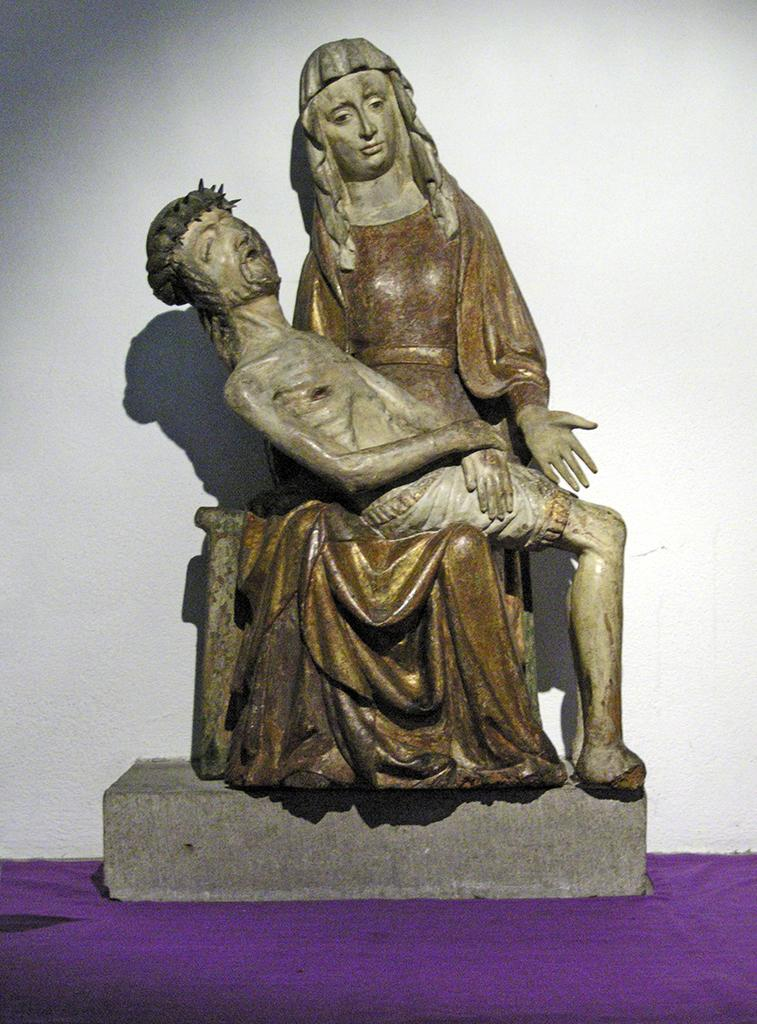
Pietà alemã do século XV (Colônia)
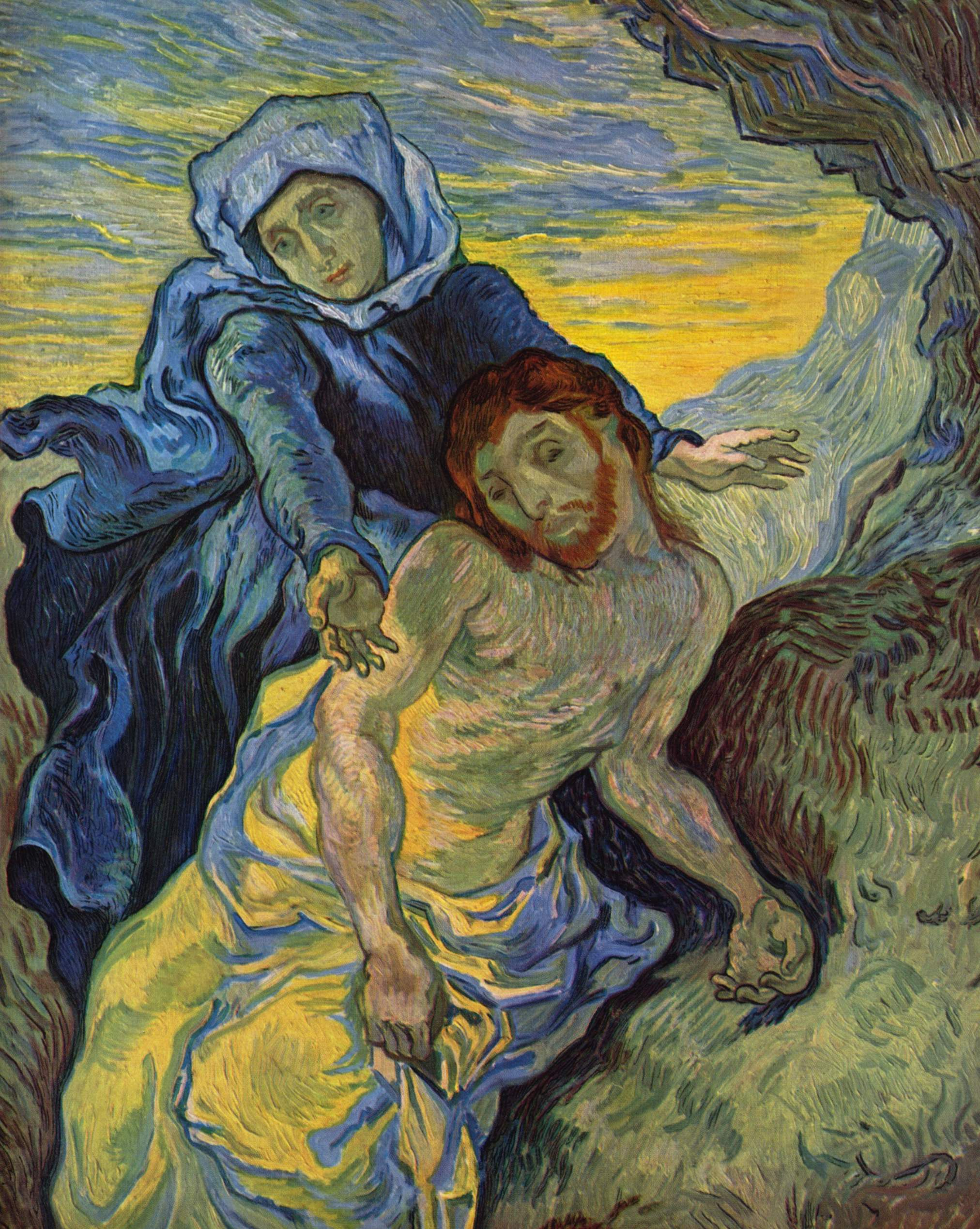
Vincent van Gogh: Pietà
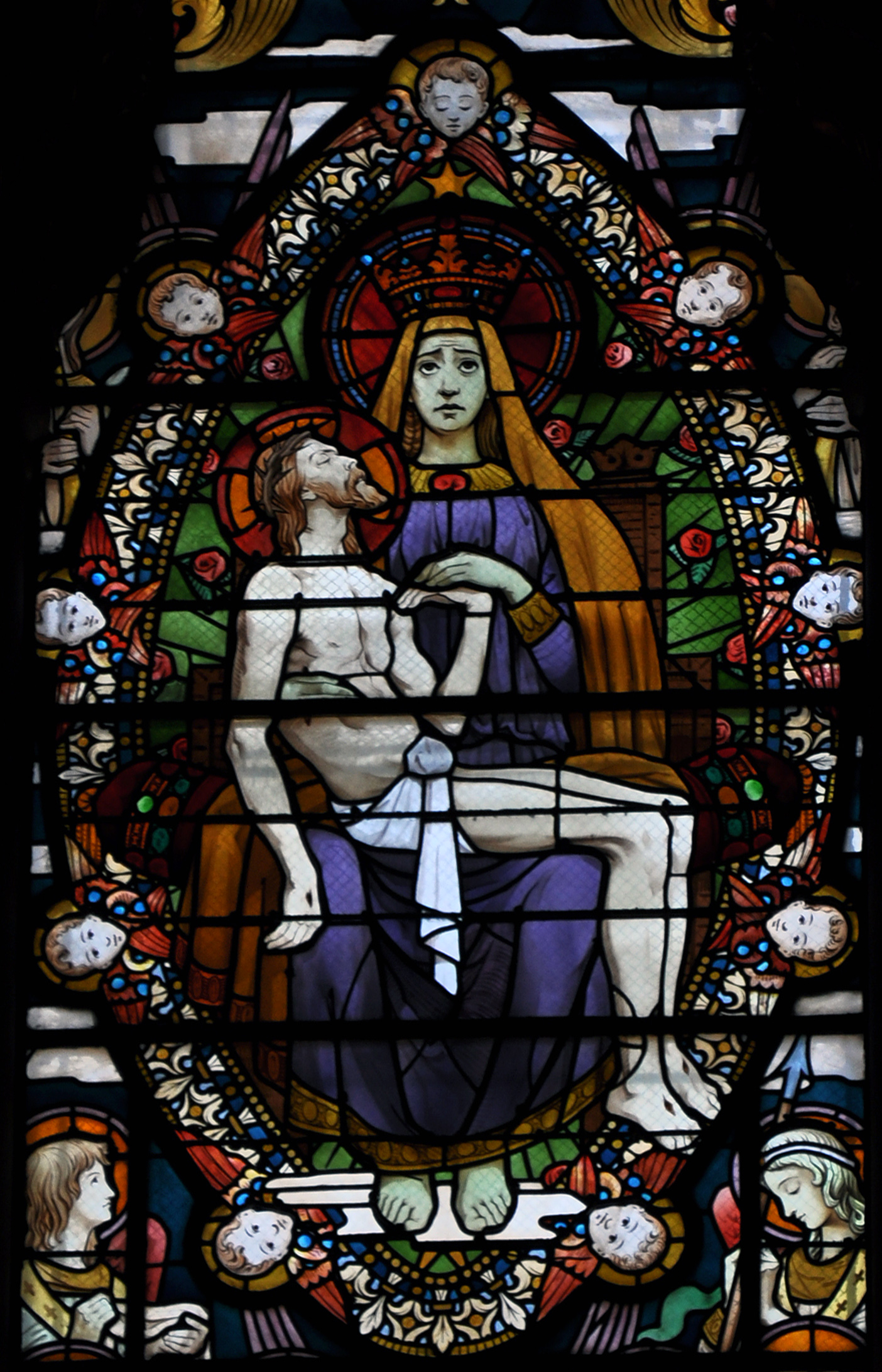
Vitral da Basílica de Nossa Senhora de Fourvière, perto de Lyon
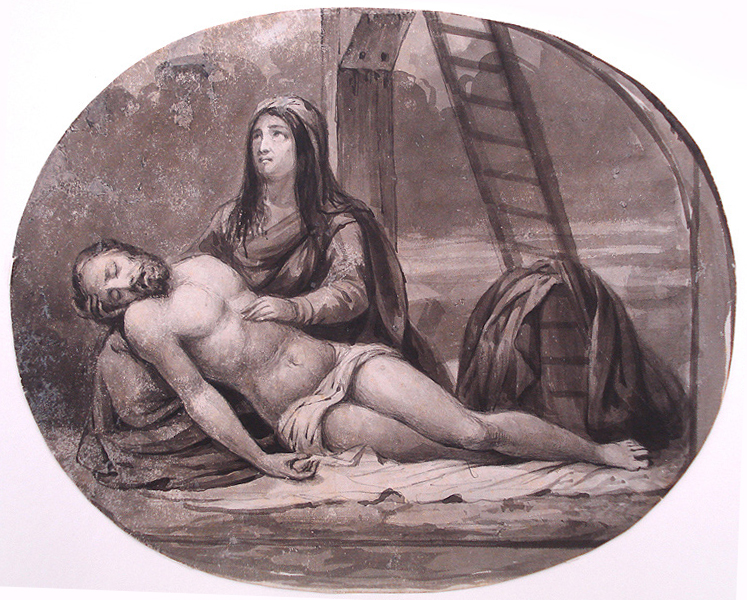
Pietà de Manuel de Araújo Porto-Alegre (séc XIX)
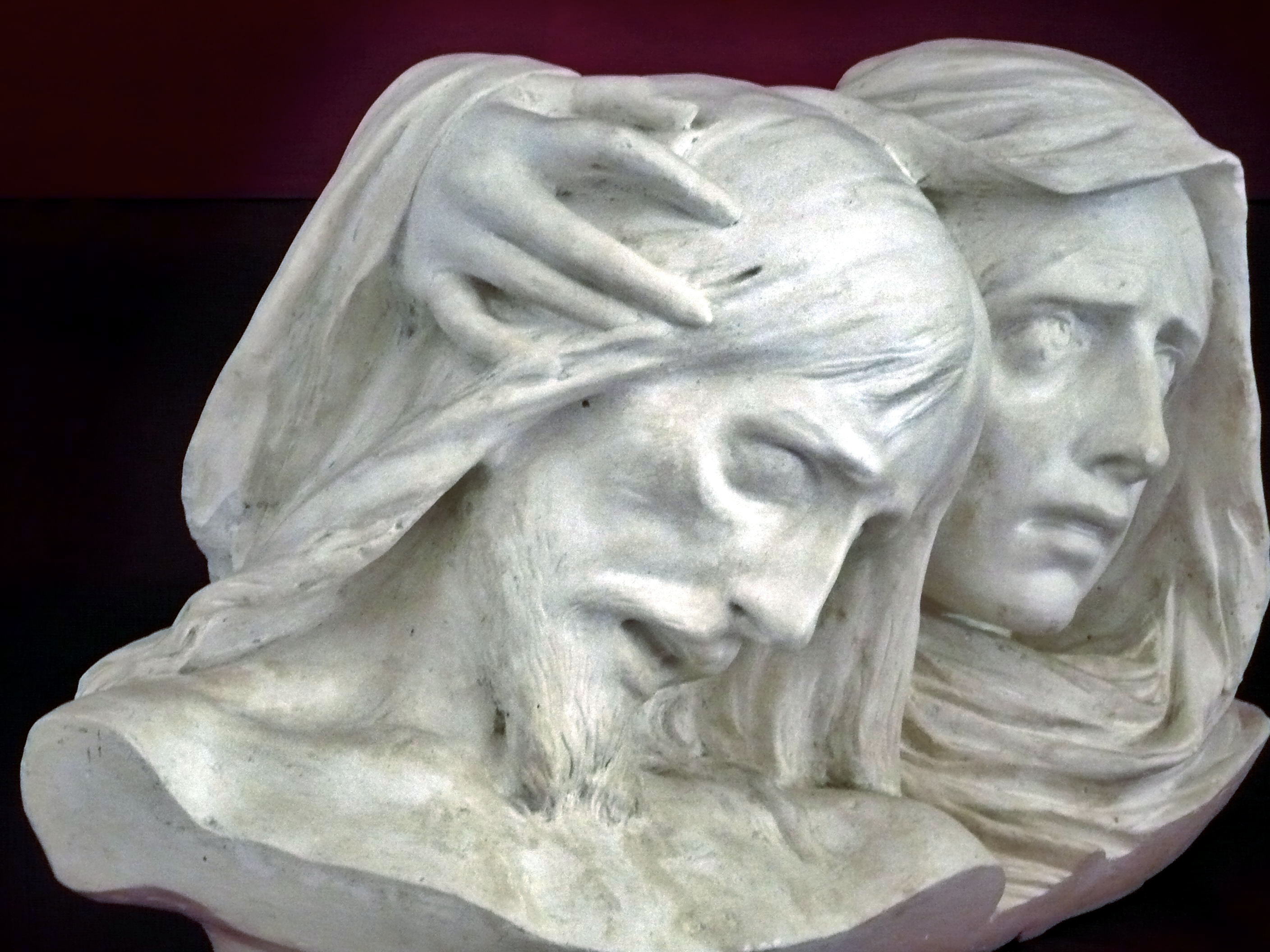
A Pietà: gesso de Michele Tripisciano em Caltanissetta (1913)
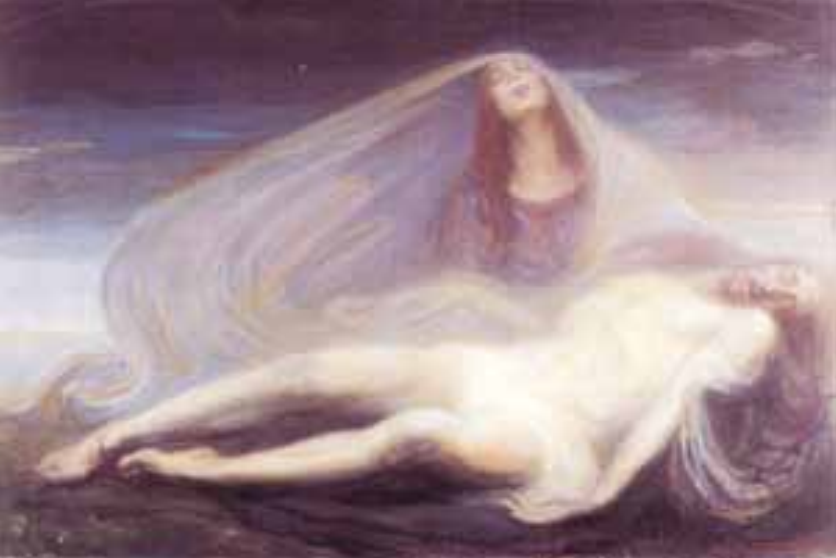
La pietà (1913) por Emiliano Gómez Clara
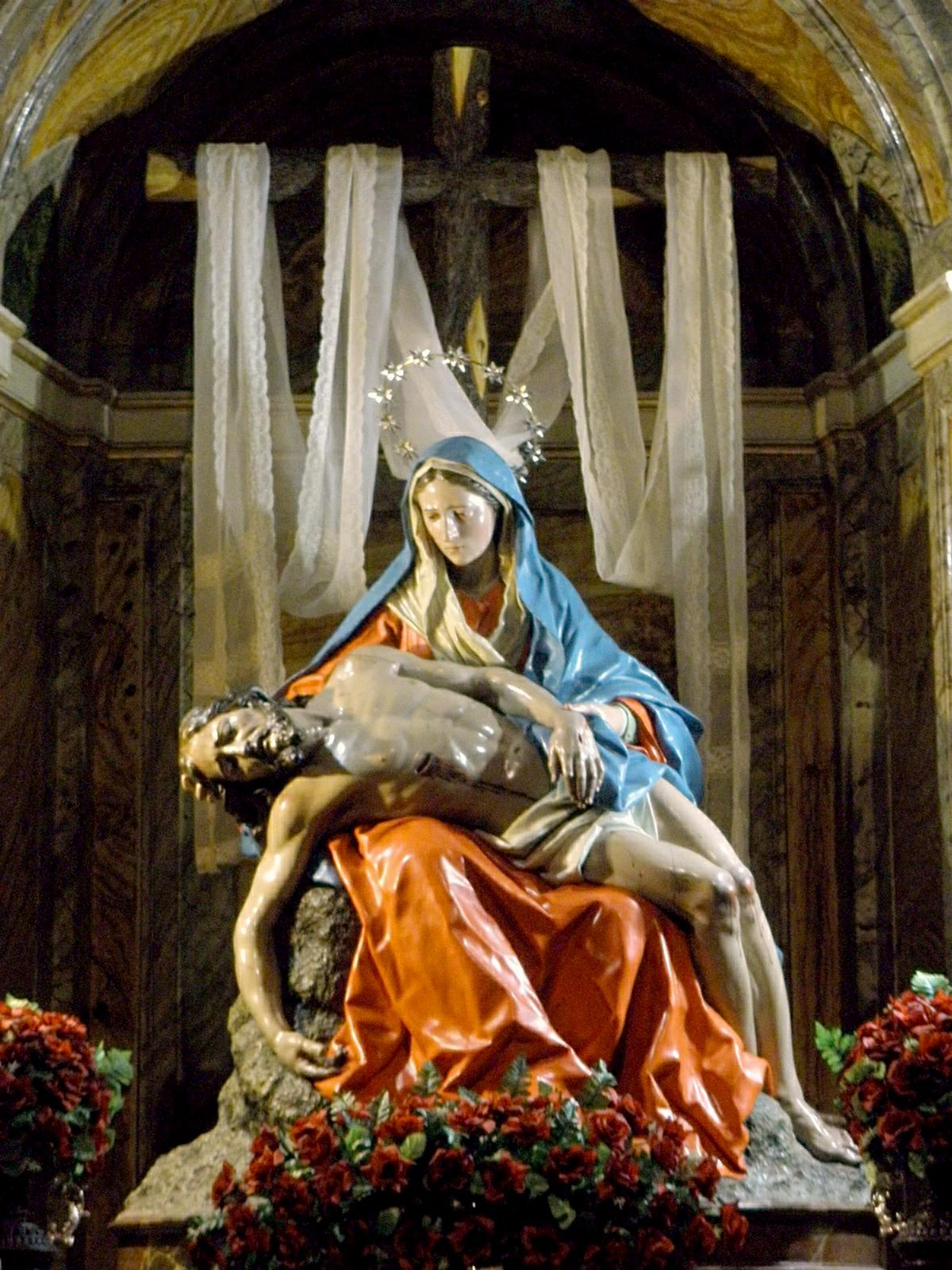
Luis Salvador Carmona: Pieta na Catedral Nova de Salamanca